# Мяделко, Жанна Владимировна
Жанна Владимировна Мяделко — российская футболистка, начинала в «Вологжанка» (Вологда). В 1991 году провела сезон в «Таганай» (Златоуст). С 1992 года до 2002 года играла за «Волжанку» (Чебоксары). Была капитаном команды «Волжанка».
В сезоне 1994 года провела 20 матчей в Чемпионате России, в том числе семь «сухих» матчей и пропустила 24 гола.
В сезоне 1995 года провела 17 матчей в ЧР, в том числе пять «сухих» матчей, пропустила 21 гол, заработала 3 предупреждения и одно удаление.